# Dasyprocta cristata
Dasyprocta cristata là một loài động vật có vú trong họ Dasyproctidae, bộ Gặm nhấm. Loài này được E. Geoffroy mô tả năm 1803.

## Hình ảnh

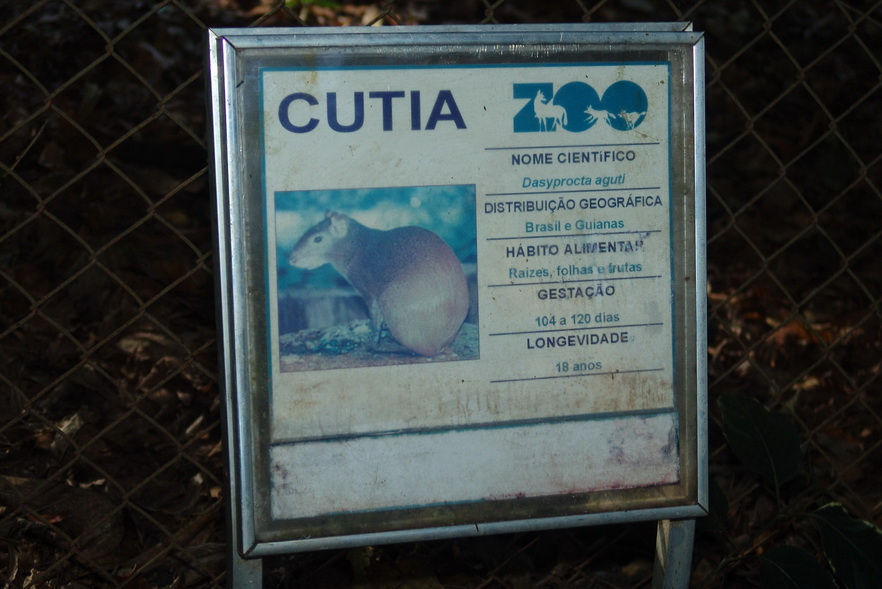
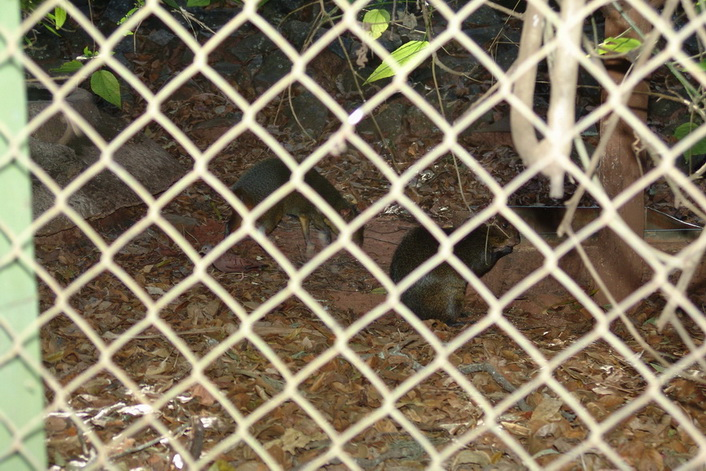